# Meisterstern

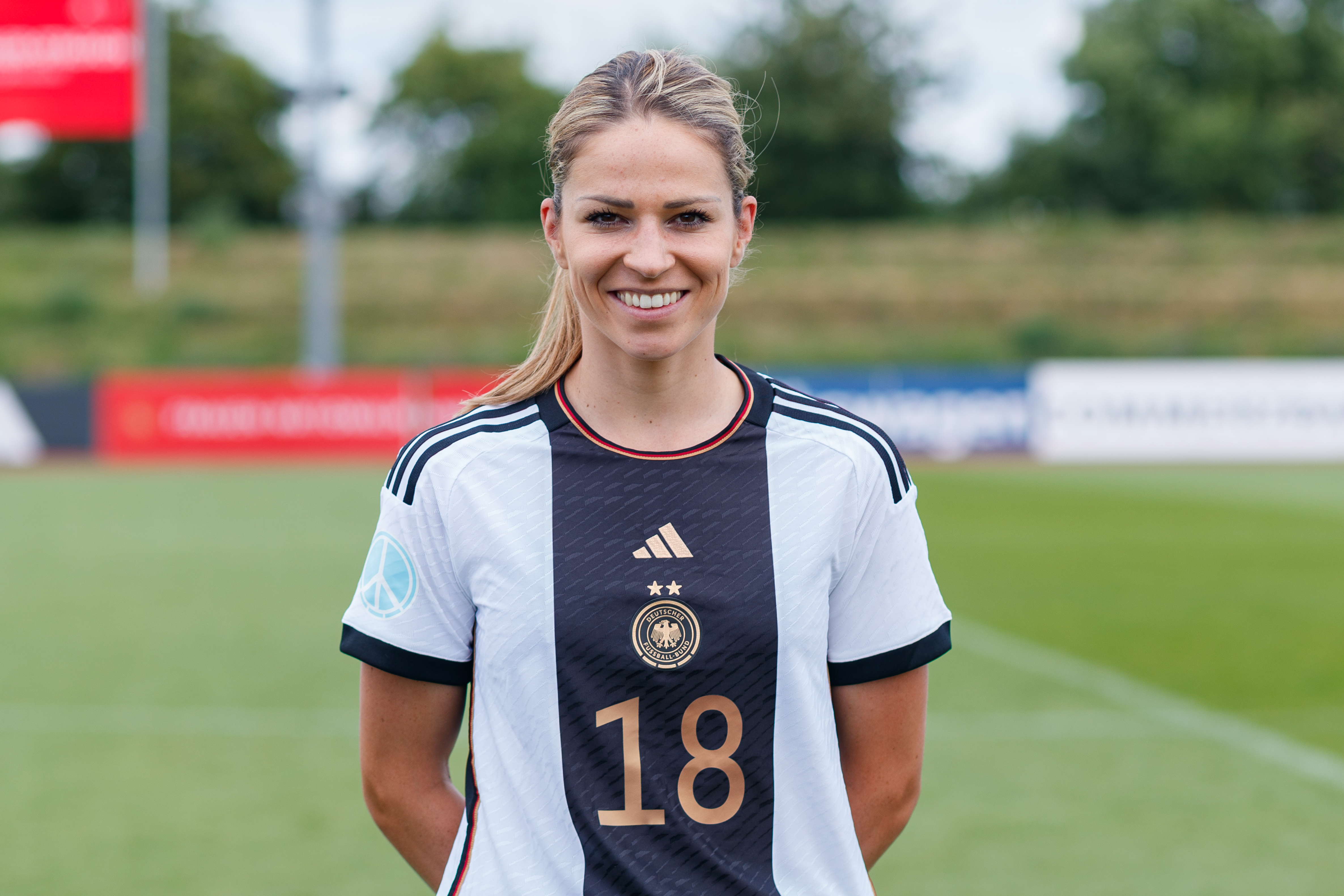
Die zwei Meistersterne für die beiden gewonnenen WM-Titel der deutschen Frauenfußballnationalmannschaft auf dem Trikot der Fußballspielerin Melanie Leupolz

Meistersterne sind Kennzeichen von Fußballvereinen und Fußballnationalmannschaften für errungene Titel. Diese werden in Form von Sternen auf ihren Trikots angebracht. Je nach Land bzw. Wettbewerb werden die Meistersterne nach unterschiedlichen Kriterien verteilt. In verschiedenen Wettbewerben gibt es von Verbandsseite Regelungen über das Recht zur Verwendung von Meistersternen. In anderen Wettbewerben werden Meistersterne von Vereinsseite autonom verwendet. Der Ursprung dieser Trikotverzierung liegt in Italien: Dort erhielt Juventus Turin in Anerkennung seiner zehn gewonnenen Meisterschaften Ende der 1950er Jahre erstmals symbolisch einen Stern.

## Ausgestaltung
Üblicherweise werden die Meistersterne über dem Vereinswappen, in Ausnahmefällen auch darunter oder auf dem Ärmel des Trikots angebracht. Die Farbe der Meistersterne ist hauptsächlich Gold oder Gelb; manche Vereine passen aus optischen Gründen die Farbe des Meistersterns ihren Vereinsfarben an. In der Regel ist der Stern als fünfzackiger Stern (Pentagramm) ausgeführt.

## Fußball-Weltmeisterschaft

Logo der Fußballnationalmannschaft Brasiliens mit fünf Sternen

Jeder Fußballweltmeister erhält pro errungener Weltmeisterschaft einen Stern.
| Nationalmannschaft | Sterne | Weltmeistertitel errungen im Jahr |
| ------------------ | ------ | --------------------------------- |
| Brasilien          | 5      | 1958, 1962, 1970, 1994, 2002      |
| Deutschland        | 4      | 1954, 1974, 1990, 2014            |
| Italien            | 4      | 1934, 1938, 1982, 2006            |
| Uruguay            | 4 1    | (1924), (1928), 1930, 1950        |
| Argentinien        | 3      | 1978, 1986, 2022                  |
| Frankreich         | 2      | 1998, 2018                        |
| England            | 1      | 1966                              |
| Spanien            | 1      | 2010                              |

Die deutsche Mannschaft trägt die Sterne erst seit der Qualifikation für die EM 1996 auf den Trikots. Die brasilianischen Spieler sind dagegen schon auf Bildern der WM 1974 mit drei Sternen auf dem Trikot zu sehen. Die spanischen Spieler streiften sich 2010 nach dem gewonnenen WM-Finale sofort neue Trikots mit einem Stern über dem Verbandslogo über und wiesen demonstrativ auf den Stern. Auf den weißen Heimtrikots der englischen Nationalmannschaft bei der WM 2006 in Deutschland war ein goldener Stern über dem Verbandswappen angebracht. Auf den Trikots des Jahrgangs 2010 hingegen war der Stern eher unscheinbar. Die weißen Heimtrikots besaßen einen weißen Stern, die roten Trikots einen roten, der sich jeweils nur schwach vom Untergrund abhob. Auf den Trikots der Torhüter war er etwas besser zu erkennen. Zur EM 2012 trat England mit Trikots an, auf denen der Stern deutlicher erkennbar ist.
Die italienische Nationalmannschaft trug zum ersten Mal während der Weltmeisterschaft 1994 in den USA drei Sterne auf dem Trikot.
Die französische Nationalmannschaft trug bereits bei der Weltmeisterschaft 2002 als Titelverteidiger den Meisterschaftsstern über dem Landeswappen.
| Nationalmannschaft | Sterne | Weltmeistertitel errungen im Jahr |
| ------------------ | ------ | --------------------------------- |
| USA                | 4      | 1991, 1999, 2015, 2019            |
| Deutschland        | 2      | 2003, 2007                        |
| Japan              | 1      | 2011                              |
| Norwegen           | 1      | 1995                              |
| Spanien            | 1      | 2023                              |

Logo der deutschen Fußballnationalmannschaft der Frauen

Eine eigene Regelung für Junioren-Weltmeisterschaften, die es z. B. der argentinischen U 20 erlauben würde, mit sechs Sternen aufzulaufen, gibt es nicht. So treten auch die Juniorenmannschaften generell mit der Stern-Anzahl an, die den WM-Titeln der A-Mannschaften entspricht.

## Europa

### Fußball-Europameisterschaft
Die Nationalmannschaft von Dänemark trug während der Fußball-Europameisterschaft 2004 in Portugal einen kleinen Stern auf dem Trikot zum Gedenken an die gewonnene Fußball-Europameisterschaft 1992 in Schweden.

### UEFA Champions League
In der Vergangenheit verzierten Vereine wie der FC Liverpool oder Real Madrid ihre Trikots mit Sternen für ihre Titelgewinne in der Champions League bzw. dem Europapokal der Landesmeister. Von der UEFA wurde dann schließlich eine Regelung getroffen, nach der Vereine, die dreimal in Folge oder insgesamt fünfmal die UEFA Champions League bzw. ihren Vorgängerwettbewerb, den Landesmeister-Pokal, gewonnen haben, eine spezielle Version des „Starball“ auf dem rechten Ärmel des Trikots tragen dürfen.
Das sind
- Real Madrid (15 Titel, davon fünf in Folge 1956–1960, 1966, 1998, 2000, 2002, 2014, 2016–2018, 2022, 2024)
- AC Mailand (7 Titel 1963, 1969, 1989, 1990, 1994, 2003, 2007)
- FC Liverpool (6 Titel 1977, 1978, 1981, 1984, 2005, 2019)
- FC Bayern München (6 Titel, davon drei in Folge 1974–1976, 2001, 2013, 2020)
- FC Barcelona (5 Titel 1992, 2006, 2009, 2011, 2015)
- Ajax Amsterdam (4 Titel, davon drei in Folge 1971–1973, 1995)

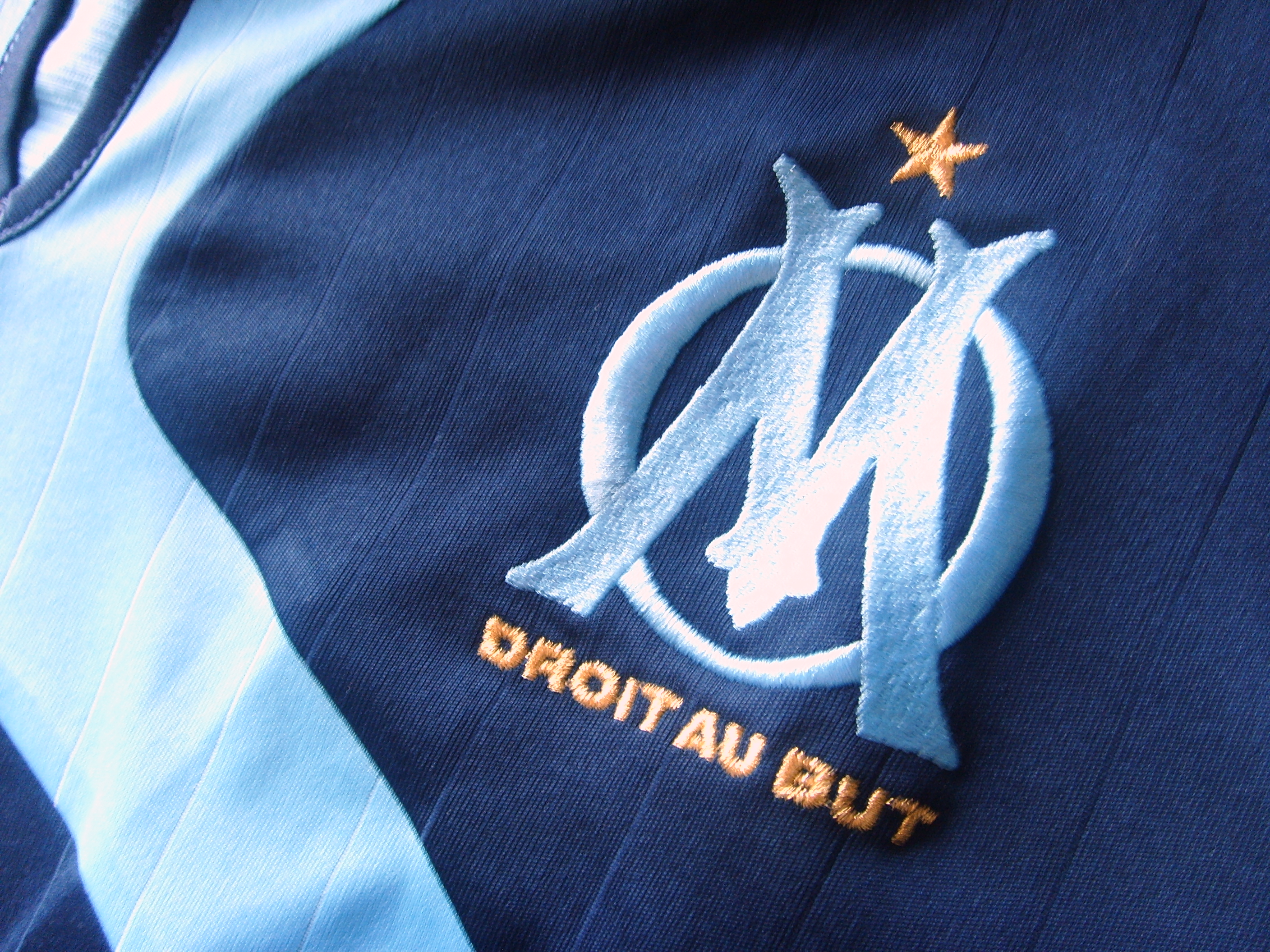
Meisterstern über dem Vereinslogo auf einem Trikot von Olympique Marseille

Als Zeichen für ihre Siege in der Champions League bzw. dem Europapokal der Landesmeister tragen Olympique Marseille (Sieger 1993) und Celtic Glasgow (Sieger 1967) einen Stern über ihrem offiziellen Vereinswappen. Aston Villa (Sieger 1982) integrierte den Stern in das 2007 neu gestaltete Vereinswappen. Auch das Finaltrikot von Manchester United im Jahre 1999 enthielt ein Logo mit Stern, welcher an den Sieg des Europapokal der Landesmeister 1967/68, der bis dahin der einzige in der Klubgeschichte war, erinnern sollte.

### Traditionelle Regelung für nationale Meisterschaften
Gemäß der traditionellen europäischen Regel im Klub-Fußball erhält ein Fußballverein für jeweils zehn Meistertitel einen Stern. Diese Regel wird in vielen europäischen Fußballverbänden angewendet – so beispielsweise von den Verbänden in Albanien, Belgien, Österreich, der Schweiz, Italien, den Niederlanden, Frankreich, Schottland, Irland, Rumänien, der Ukraine, Serbien, Ungarn, Bulgarien, Malta, Schweden, Finnland, Norwegen und Zypern. In Polen wird für zehn Meistertitel ein goldener, 5 bis 9 Meisterschaften ein silberner und 1 bis 4 Meisterschaften ein weißer Stern über dem Wappen vergeben. Ob der Meisterstern getragen wird, bleibt dem jeweiligen Verein überlassen.
Die Verbände aus England, Spanien, Tschechien und Kroatien verzichten auf die Vergabe von Meistersternen.
| Verein              | Sterne | Titel |
| ------------------- | ------ | ----- |
| Ajax Amsterdam      | 3      | 36    |
| PSV Eindhoven       | 2      | 25    |
| Feyenoord Rotterdam | 1      | 16    |
| HVV Den Haag        | 1      | 10    |

| Verein                 | Sterne | Titel |
| ---------------------- | ------ | ----- |
| SK Rapid Wien          | 3      | 32    |
| FK Austria Wien        | 2      | 24    |
| FC Red Bull Salzburg a | 1      | 17    |
| FC Wacker Innsbruck b  | 1      | 10    |

| Verein                  | Sterne | Titel |
| ----------------------- | ------ | ----- |
| Grasshopper Club Zürich | 2      | 27    |
| FC Basel                | 2      | 21    |
| Servette FC Genève      | 1      | 17    |
| BSC Young Boys          | 1      | 17    |
| FC Zürich               | 1      | 13    |

| Verein         | Sterne | Titel   |
| -------------- | ------ | ------- |
| Juventus Turin | 3      | 36 (38) |
| Inter Mailand  | 2      | 20      |
| AC Mailand     | 1      | 19      |

| Verein        | Sterne | Titel   |
| ------------- | ------ | ------- |
| Sparta Prag   | 3      | 32 (11) |
| Slavia Prag   | 1      | 16 (3)  |
| FK Dukla Prag | 1      | 11      |

| Verein               | Sterne | Titel |
| -------------------- | ------ | ----- |
| APOEL Nikosia        | 2      | 20    |
| Omonia Nikosia       | 1      | 19    |
| Anorthosis Famagusta | 1      | 13    |

| Verein               | Sterne | Titel |
| -------------------- | ------ | ----- |
| Ferencváros Budapest | 3      | 32    |
| MTK Budapest FC      | 2      | 23    |
| Újpest Budapest      | 2      | 20    |
| Honvéd Budapest      | 1      | 13    |

| Verein           | Sterne | Titel |
| ---------------- | ------ | ----- |
| Sliema Wanderers | 2      | 26    |
| FC Floriana      | 2      | 25    |
| FC Valletta      | 1      | 19    |

| Verein                 | Sterne | Titel |
| ---------------------- | ------ | ----- |
| FK Roter Stern Belgrad | 3      | 31    |
| FK Partizan Belgrad    | 2      | 27    |

| Verein                        | Sterne | Titel |
| ----------------------------- | ------ | ----- |
| Steaua Bukarest/FCSB Bukarest | 2      | 23    |
| Dinamo Bukarest               | 1      | 18    |

| Verein              | Sterne | Titel |
| ------------------- | ------ | ----- |
| AS Saint-Étienne    | 1      | 10    |
| Paris Saint-Germain | 1      | 10    |

| Verein           | Sterne | Titel |
| ---------------- | ------ | ----- |
| Benfica Lissabon | 3      | 35    |

| Verein          | Sterne | Titel |
| --------------- | ------ | ----- |
| Glasgow Rangers | 5      | 55    |
| Celtic Glasgow  | 5      | 54    |

| Verein            | Sterne | Titel |
| ----------------- | ------ | ----- |
| Olympiakos Piräus | 4      | 42    |

| Verein                      | Sterne | Titel |
| --------------------------- | ------ | ----- |
| RSC Anderlecht              | 3      | 34    |
| FC Brügge                   | 1      | 19    |
| Royale Union Saint-Gilloise | 1      | 11    |
| Standard Lüttich            | 1      | 10    |

| Verein           | Sterne | Titel |
| ---------------- | ------ | ----- |
| Shamrock Rovers  | 1      | 15    |
| Shelbourne FC    | 1      | 13    |
| Bohemians Dublin | 1      | 10    |

| Verein    | Sterne | Titel |
| --------- | ------ | ----- |
| KF Tirana | 2      | 23    |

| Verein     | Sterne | Titel |
| ---------- | ------ | ----- |
| ZSKA Sofia | 3      | 31    |

| Verein         | Sterne | Titel |
| -------------- | ------ | ----- |
| Malmö FF       | 2      | 20    |
| IFK Göteborg   | 1      | 18    |
| IFK Norrköping | 1      | 13    |
| Örgryte IS     | 1      | 12    |
| Djurgårdens IF | 1      | 11    |
| AIK Solna      | 1      | 10    |

| Verein       | Sterne | Titel |
| ------------ | ------ | ----- |
| HJK Helsinki | 3      | 31    |

| Verein              | Sterne | Titel |
| ------------------- | ------ | ----- |
| Rosenborg Trondheim | 2      | 20    |

| Verein        | Sterne     | Titel |
| ------------- | ---------- | ----- |
| Górnik Zabrze | 1 Goldener | 14    |
| Ruch Chorzów  | 1 Goldener | 14    |
| Wisła Krakau  | 1 Goldener | 12    |

| Verein      | Sterne | Titel |
| ----------- | ------ | ----- |
| Dynamo Kiew | 2      | 26    |

### Spezielle Regelungen für nationale Meisterschaften

#### Deutschland
In Deutschland existieren zwei verschiedene Systematiken, nach denen Meistersterne vergeben werden. Eine Regelung wurde von der Deutschen Fußball Liga zur Saison 2004/05 eingeführt und gilt nur bindend für diejenigen Vereine, die sich derzeit in den Bundesligen befinden. Eine zweite Regelung wurde vom Deutschen Fußball-Bund zur Saison 2005/06 eingeführt. Die DFB-Regelung wird von der DFL allerdings abgelehnt und gilt daher nur für Vereine außerhalb des direkten Einflussbereichs der DFL, das heißt also für Vereine, die sich derzeit in der 3. Liga oder darunterliegenden Spielklassen befinden.
Unter die DFL-Regelung fallen nur Meisterschaften, die in der Fußball-Bundesliga errungen wurden (also Meistertitel in der Bundesrepublik Deutschland seit der Saison 1963/64). Da die deutsche Bundesliga in ihrer Geschichte neben einer dominierenden Mannschaft (FC Bayern München) mehrere Vereine mit einer vergleichsweise geringen Anzahl an Meisterschaften aufweist, entschied sich die DFL zu einer ungewöhnlichen Verteilung:
- Ab drei Meisterschaften: ein Stern
- Ab fünf Meisterschaften: zwei Sterne
- Ab zehn Meisterschaften: drei Sterne
- Ab zwanzig Meisterschaften: vier Sterne
- Ab dreißig Meisterschaften: fünf Sterne

Die Tatsache, dass dieses System nur auf Bundesliga-Meisterschaften angewendet wird, führte zu einer breiten Kritik von Vereinen, die DDR-Oberliga-Meisterschaften und Meisterschaften vor der Einführung der Fußball-Bundesliga errungen haben. Moniert wurde die Regelung vor allem vom BFC Dynamo mit seinen zehn Meistertiteln in der DDR-Oberliga, aber auch von anderen Mannschaften. So wurde am 18. März 2005 auf der DFB-Präsidiumssitzung – vorbehaltlich der Zustimmung durch die DFL – beschlossen, dass auch allen Deutschen Meistern vor der Saison 1963/64 sowie allen DDR-Meistern die Möglichkeit eingeräumt werden solle, Sterne entsprechend der obigen Wertung auf ihren Trikots zu führen.
Die DFL lehnte diesen Antrag jedoch ab. Zwar gab sie auch eine entsprechende Empfehlung an den Deutschen Fußball-Bund weiter, dieser folgte der DFB jedoch nicht. Für Mannschaften tieferer Spielklassen als der 2. Bundesliga hat der DFB am 19. Juli 2005 eine neue Regelung für vor 1963/64 oder in der DDR errungene Meisterschaften beschlossen: Demnach dürfen Vereine mit mindestens einem solchen Titel einen einzelnen Stern über dem Vereinsemblem tragen, der optional in seiner Mitte die Zahl der errungenen Meistertitel (vor 1963/64 oder DDR-Titel) tragen kann. Diese Regelung gilt allerdings nur für Vereine außerhalb der 1. und 2. Bundesliga, so dass z. B. Dynamo Dresden während seiner Spielzeiten in der 2. Bundesliga keinen Stern tragen konnte.
Unter den ersten Vereinen, die aufgrund dieser Regelung einen Stern trugen, waren Dynamo Dresden (acht Meistertitel) und Fortuna Düsseldorf (Meister 1933). Rot-Weiß Erfurt und der 1. FC Magdeburg haben ab 2009 ihre Trikots mit einem entsprechenden Stern für die errungenen Meisterschaften versehen: Erfurt holte 1954 und 1955 den Titel, und Magdeburg gewann die Meisterschaft 1972, 1974 und 1975. Seit 2011 ziert auch das Trikot von Hansa Rostock ein Stern mit der Zahl 1 für die 1991 gewonnene letzte DDR/NOFV-Meisterschaft.
Abweichend von beiden Regelungen zeigte die SpVgg Greuther Fürth bis 2017 drei Sterne in ihrem Logo, als Zeichen für die als Spielvereinigung Fürth 1914, 1926 und 1929 errungenen drei Meistertitel. Auf den Spieltrikots musste Fürth jedoch ein Logo ohne Sterne tragen. Der Verein löste dies, indem er – wie schon traditionell über viele Jahrzehnte hinweg – mit dem Kleeblatt auf der Brust auflief. Das Vereinswappen wurde schließlich 2017 geändert.
| Verein                                              | offizielle DFL- Sterne | theore- tische Sterne a | Liga Saison 2020/21              | Bundesliga- Titel | Deutsche Meisterschaften vor 1963 | DDR- Oberliga- Meister | Gesamt- Titel |
| --------------------------------------------------- | ---------------------- | ----------------------- | -------------------------------- | ----------------- | --------------------------------- | ---------------------- | ------------- |
| FC Bayern München                                   | 5                      | 5                       | Bundesliga                       | 33                | 1                                 | –                      | 34            |
| Borussia Dortmund                                   | 2                      | 2                       | Bundesliga                       | 5                 | 3                                 | –                      | 8             |
| Borussia Mönchengladbach                            | 2                      | 2                       | Bundesliga                       | 5                 | –                                 | –                      | 5             |
| Hamburger SV                                        | 1                      | 2                       | 2. Bundesliga                    | 3                 | 3                                 | –                      | 6             |
| VfB Stuttgart                                       | 1                      | 2                       | Bundesliga                       | 3                 | 2                                 | –                      | 5             |
| Werder Bremen                                       | 1                      | 1                       | Bundesliga                       | 4                 | –                                 | –                      | 4             |
| BFC Dynamo                                          | 0                      | 3                       | Regionalliga Nordost (4. Liga)   | –                 | –                                 | 10                     | 10            |
| 1. FC Nürnberg                                      | 0                      | 2                       | 2. Bundesliga                    | 1                 | 8                                 | –                      | 9             |
| Dynamo Dresden                                      | 0                      | 2                       | 3. Liga                          | –                 | –                                 | 8                      | 8             |
| FC Schalke 04                                       | 0                      | 2                       | 2. Bundesliga                    | –                 | 7                                 | –                      | 7             |
| 1. FC Frankfurt (Oder) (als ASK/FC Vorwärts Berlin) | 0                      | 2                       | Brandenburg-Liga (6. Liga)       | –                 | –                                 | 6                      | 6             |
| 1. FC Kaiserslautern                                | 0                      | 1                       | 3. Liga                          | 2                 | 2                                 | –                      | 4             |
| 1. FC Köln                                          | 0                      | 1                       | Bundesliga                       | 2                 | 1                                 | –                      | 3             |
| SpVgg Greuther Fürth (als SpVgg Fürth)              | 0                      | 1                       | 2. Bundesliga                    | –                 | 3                                 | –                      | 3             |
| 1. FC Lokomotive Leipzig                            | 0                      | 1                       | Regionalliga Nordost (4. Liga) b | –                 | 3                                 | –                      | 3             |
| FC Erzgebirge Aue (als SC Wismut Karl-Marx-Stadt)   | 0                      | 1                       | 2. Bundesliga                    | –                 | –                                 | 3                      | 3             |
| 1. FC Magdeburg                                     | 0                      | 1                       | 3. Liga                          | –                 | –                                 | 3                      | 3             |
| FC Carl Zeiss Jena                                  | 0                      | 1                       | Regionalliga Nordost (4. Liga)   | –                 | –                                 | 3                      | 3             |

#### Russland
Für jeweils fünf gewonnene Meisterschaften erhält eine Mannschaft einen Stern. Gezählt werden dabei auch die Meisterschaften der Sowjetzeit. Spartak Moskau hat somit mit 22 gewonnenen Meisterschaften die größte Anzahl von Sternen.
| Verein                 | Sterne | Titel |
| ---------------------- | ------ | ----- |
| Spartak Moskau         | 4      | 22    |
| ZSKA Moskau            | 2      | 13    |
| FK Dynamo Moskau       | 2      | 11    |
| Zenit Sankt Petersburg | 2      | 10    |

#### Türkei
Für jeweils fünf gewonnene Meisterschaften erhält eine Mannschaft einen Stern.
| Verein               | Sterne | Titel |
| -------------------- | ------ | ----- |
| Galatasaray Istanbul | 5      | 25    |
| Fenerbahçe Istanbul  | 3      | 19    |
| Beşiktaş Istanbul    | 3      | 16    |
| Trabzonspor          | 1      | 7     |

Sowohl der amtierende türkische Meister, als auch der amtierende türkische Pokalsieger bekommen ein kreisförmiges Logo, das der türkischen Flagge ähnelt. Das Logo für den Meister und den Pokalsieger sind identisch. Sollte ein Verein gleichzeitig Meister und auch Pokalsieger sein, bekommt er nur einmal das Logo auf das Trikot. Dieses Logo darf so lange getragen werden, wie der Verein türkischer Meister und/oder Pokalsieger ist.

## Amerika
In Amerika gilt eine andere Regelung für die Verteilung von Meistersternen als in Europa. In manchen Ländern wird für jede zehnte Meisterschaft ein Stern vergeben oder auch für jede errungene Meisterschaft ein Stern. Zudem tragen manche amerikanischen Vereine Sterne für ihre kontinental gewonnenen Titel oder für ihre Weltpokaltitel.

### Argentinien
In Argentinien tragen die Vereine aus verschiedenen Gründen Sterne.
| Verein                  | Sterne | Titel |
| ----------------------- | ------ | --- |
| Argentinos Juniors      | 4      | 4 blaue Sterne für zwei argentinische Meisterschaften sowie je einen Sieg bei der Copa Libertadores und der Copa Interamericana.                                                                                                 |
| Boca Juniors            | 3      | 3 Sterne für drei gewonnene Weltpokaltitel. |
| CA Chacarita Juniors    | 1      | 1 gelber Stern für einen Sieg in der Metropolitano Meisterschaft. |
| CA Lanús                | 2      | 2 weiße Sterne für einen Titel in der Apertura und einen Titel in der Copa Conmebol. |
| Newell’s Old Boys       | 6      | 6 weiße Sterne für sechs argentinische Meisterschaften. |
| Rosario Central         | 6      | 4 kleine blaue Sterne unter dem Wappen für vier argentinischer Meisterschaften, 1 kleiner blauer Stern unter dem Wappen für einen Sieg in der Copa Conmebol und 1 großer gelber Stern zum 115-jährigen Jubiläum über dem Wappen. |
| Club Atlético Talleres  | 2      | 2 goldene Sterne für einen Sieg in der Copa Conmebol und den Titel in der argentinischen Zweitliga-Meisterschaft (Nacional B).                                                                                                   |
| CA Vélez Sársfield      | 11     | 1 großer Stern für einen Weltpokaltitel und 10 kleinere Sterne für alle anderen errungenen Titel der Vereinsgeschichte. |
| Estudiantes de La Plata | 9      | 9 kleine Sterne um das Logo herum für alle errungenen Titel der Vereinsgeschichte. |
| Quilmes AC              | 2      | 2 gelbe Sterne für eine argentinische Meisterschaft (Metropolitano) und eine argentinische Amateurmeisterschaft (vor Einführung der argentinischen Profiliga).                                                                   |
| Racing Club Avellaneda  | 1      | 1 Stern für einen Weltpokaltitel. |

### Brasilien
In Brasilien gibt es keine einheitliche Regelung für die Vergabe von Sternen, so dass jeder Fußballverein eigene Regeln einführen darf. Gewöhnlich erhält ein Verein für jede Meisterschaft einen Stern. Außerdem tragen die drei FIFA Klub-Weltmeister SC Corinthians, FC São Paulo und SC Internacional neben ihren Sternen für die nationalen Meistertitel auch einen großen Stern (Corinthians, Internacional) bzw. drei rote Sterne (FC São Paulo) für ihre Weltmeister- bzw. Weltpokaltitel.
Am 2. Dezember 2016 erklärte der südamerikanische Fußballverband CONMEBOL auf Wunsch von Atlético Nacional Chapecoense zum Sieger der Copa Sudamericana 2016. Aufgrund des Flugzeugabsturzes, auf dem Weg zum Finale, bei dem ein Großteil der Mannschaft ums Leben kam, wurde das Spiel abgesagt. Am 8. Dezember 2016 gab Associação Chapecoense de Futebol bekannt, dass sie ihr Vereinslogo um zwei Sterne erweitern werden. Ein Stern, über dem eigentlichen Wappen, steht für den Gewinn der Copa Sudamericana 2016.
| Verein           | Sterne | Meisterschaften | Beschreibung |
| ---------------- | ------ | --------------- | --- |
| Atlético Mineiro | 1      | 1               | 1 gelber Stern für einen brasilianischen Meistertitel. |
| SC Corinthians   | 0      | 6               | sechs brasilianische Meistertitel, ein Sieg bei der Libertadores und zwei Siege bei der FIFA Klub-Weltmeisterschaft. 2011 hat Corinthians zum fünften Meisterschaftssieg die Sterne insgesamt abgeschafft; bis dahin waren es vier gelbe (Meisterschaften) und darüber ein silbern umrandeter gelber Stern (FIFA Klub-Weltmeisterschaft). |
| Coritiba FC      | 1      | 1               | 1 gelber Stern für eine brasilianische Meisterschaft. |
| EC Bahia         | 2      | 1               | 2 gelbe Sterne für eine brasilianische Meisterschaft und einen Pokalsieg (Taca Brasil) |
| CR Flamengo      | 1      | 6               | 1 goldener Stern für einen Weltpokaltitel. Flamengo trug früher vier Sterne auf dem Trikot, diese wurden 2004 aber wieder abgeschafft. |
| Fluminense FC    | 3      | 2               | 3 gelbe Sterne für zwei brasilianische Meisterschaften und für einen Sieg bei der Copa do Brasil. |
| Grêmio FBPA      | 3      | 2               | 1 goldener Stern für einen Weltpokaltitel, 1 silberner Stern für die beiden Copa-Libertadores-Siege und 1 bronzener Stern für alle national (brasilianische Meisterschaft und Pokal) errungenen Titel. |
| SC Internacional | 6      | 3               | 5 gelbe Sterne für drei brasilianische Meisterschaften und je einen Sieg in der Copa do Brasil und bei der Copa Libertadores sowie 1 grauer Stern für die FIFA Klub-Weltmeisterschaft. |
| EC Santo André   | 1      | 0               | 1 gelber Stern für einen Sieg bei der Copa do Brasil. |
| FC Santos        | 2      | 2               | 2 gelbe Sterne für zwei Weltpokaltitel. |
| FC São Paulo     | 5      | 6               | 3 rote Sterne für drei Siege im Weltpokal bzw. der FIFA Klub-Weltmeisterschaft und 2 gelbe Sterne für zwei Siege bei der Copa Libertadores. |
| CR Vasco da Gama | 8      | 4               | 8 gelbe Sterne für vier brasilianische Meisterschaften sowie jeweils für einen Sieg bei der Copa Libertadores, der Copa Mercosur, dem Campeonato Sudamericano de Campeones und dem Campeonato Invicito de Terra e Mar. |

### Chile
| Verein               | Sterne | Titel                 |
| -------------------- | ------ | --------------------- |
| Colo Colo            | 1      | 1 (Copa Libertadores) |
| Universidad de Chile | 1      | 1 (Copa Sudamericana) |

### Costa Rica
Ein Fußballverein erhält für jede zehnte Meisterschaft einen Stern.
| Verein      | Sterne | Titel              |
| ----------- | ------ | ------------------ |
| CD Saprissa | 3      | 30 Meisterschaften |

### Ecuador
Ein Fußballverein erhält für jede Meisterschaft in der Serie A einen Stern.
| Verein                  | Sterne | Titel                 |
| ----------------------- | ------ | --------------------- |
| Barcelona Sporting Club | 13     | 13 Meisterschaften    |
| Club Sport Emelec       | 10     | 10 Meisterschaften    |
| LDU Quito               | 1      | 1 (Copa Libertadores) |

### Mexiko
In Mexiko erhält jede Mannschaft einen Stern pro errungene Meisterschaft.
| Verein                | Sterne | Titel                                                    |
| --------------------- | ------ | -------------------------------------------------------- |
| Deportivo Guadalajara | 11     | 9 1 CONCACAF Champions League                            |
| Club América          | 10     | 7 5 CONCACAF Champions League                            |
| Deportivo Toluca      | 9      | 9                                                        |
| CD Cruz Azul          | 8      | 8 5 CONCACAF Champions League                            |
| UNAM Pumas            | 6      | 6 3 CONCACAF Champions League                            |
| Club León             | 5      | 5                                                        |
| CF Pachuca            | 5      | 5 + 4 (3 CONCACAF Champions League, 1 Copa Sudamericana) |
| CF Monterrey          | 4      | 4 1 CONCACAF Champions League                            |
| Club Necaxa           | 3      | 3 1 CONCACAF Champions League                            |
| CF Atlante            | 3      | 3                                                        |
| Santos Laguna         | 3      | 3                                                        |
| Puebla FC             | 2      | 2                                                        |
| UANL Tigres           | 2      | 2                                                        |
| CD Veracruz           | 2      | 2                                                        |
| CD Zacatepec          | 2      | 2                                                        |
| CD Estudiantes Tecos  | 1      | 1                                                        |
| Monarcas Morelia      | 1      | 1                                                        |

### Paraguay
| Verein       | Sterne | Titel                |
| ------------ | ------ | -------------------- |
| Club Olimpia | 1      | 1 (Weltpokal-Sieger) |

### Peru
| Verein                  | Sterne | Titel                                          |
| ----------------------- | ------ | ---------------------------------------------- |
| Club Sportivo Cienciano | 2      | 1 (Copa Sudamericana), 1 (Recopa Sudamericana) |

### Venezuela
In Venezuela erhält jede Mannschaft einen Stern pro errungene Meisterschaft.
| Verein               | Sterne | Titel |
| -------------------- | ------ | ----- |
| FC Caracas           | 11     | 11    |
| Deportivo Táchira FC | 8      | 8     |
| Deportivo Petare     | 5      | 5     |
| Portuguesa FC        | 5      | 5     |
| Deportivo Galicia    | 4      | 4     |
| Deportivo Portugués  | 4      | 4     |
| Marítimo Caracas     | 4      | 4     |

### Vereinigte Staaten
Da die US-amerikanische Major League Soccer erst seit 1996 existiert, erhält dort jede Mannschaft einen Stern pro errungene Meisterschaft. Diesen Stern erhält sie allerdings erst in der übernächsten Saison, da sie in der Folgesaison zunächst das Symbol des amtierenden Meisters auf dem Trikot trägt, den sogenannten Scudetto, in Anlehnung an die italienische Serie A. Über dem Scudetto-Symbol ist auch ein kleiner Stern zu sehen.
| Verein               | Sterne | Titel |
| -------------------- | ------ | ----- |
| LA Galaxy            | 5      | 5     |
| D.C. United          | 4      | 4     |
| Houston Dynamo       | 2      | 2     |
| San José Earthquakes | 2      | 2     |
| Sporting Kansas City | 2      | 2     |
| Chicago Fire         | 1      | 1     |
| Colorado Rapids      | 1      | 1     |
| Columbus Crew        | 3      | 3     |
| Real Salt Lake       | 1      | 1     |
| Atlanta United       | 1      | 1     |

## Afrika

### Afrikameisterschaft
Jeder Afrikameister erhält für jeden errungenen Titel je einen Stern.
| Nationalmannschaft | Sterne | Afrikameistertitel errungen im Jahr      |
| ------------------ | ------ | ---------------------------------------- |
| Ägypten            | 7      | 1957, 1959, 1986, 1998, 2006, 2008, 2010 |
| Kamerun            | 5      | 1984, 1988, 2000, 2002, 2017             |
| Ghana              | 4      | 1963, 1965, 1978, 1982                   |
| Nigeria            | 3      | 1980, 1994, 2013                         |
| Elfenbeinküste     | 3      | 1992, 2015, 2024                         |
| Algerien           | 2      | 1990, 2019                               |
| Tunesien           | 1      | 2004                                     |
| Sambia             | 1      | 2012                                     |
| Senegal            | 1      | 2021                                     |

### Afrikanische Champions League
Vereine, die die CAF Champions League gewonnen haben, dürfen pro Titel je einen Stern über ihrem Vereinslogo tragen.

### Afrikanische Fußball-Ligen
Es gilt die traditionelle Regelung wie in Europa.
Vereine aus Tunesien, Algerien, Marokko, Ägypten, Libyen usw. dürfen für je zehn gewonnene Meisterschaften einen Stern über ihrem Wappen anbringen. Manche afrikanische Vereine tragen Sterne für ihre CAF-Champions-League-Titel anstatt für errungene Meisterschaften.
| Verein                      | Sterne | Titel              |
| --------------------------- | ------ | ------------------ |
| Espérance Sportive de Tunis | 3      | 34 Meisterschaften |
| Club Africain Tunis         | 1      | 13 Meisterschaften |
| Étoile Sportive du Sahel    | 1      | 11 Meisterschaften |

| Verein        | Sterne | Titel                    |
| ------------- | ------ | ------------------------ |
| al Ahly Kairo | 4      | 42 Meisterschaften       |
| al Zamalek SC | 5      | 5 (CAF Champions League) |

| Verein           | Sterne | Titel                                        |
| ---------------- | ------ | -------------------------------------------- |
| Wydad Casablanca | 2      | 20 Meisterschaften                           |
| AS FAR Rabat     | 1      | 12 Meisterschaften                           |
| Raja Casablanca  | 4      | 12 Meisterschaften, 3 (CAF Champions League) |

| Verein     | Sterne | Titel                                                                          |
| ---------- | ------ | ------------------------------------------------------------------------------ |
| JS Kabylie | 6      | 2 (CAF Champions League), 1 (Afrikanischer Pokal der Pokalsieger), 3 (CAF Cup) |
| ES Sétif   | 2      | 2 (CAF Champions League)                                                       |
| MC Alger   | 1      | 1 (CAF Champions League)                                                       |

| Verein           | Sterne | Titel              |
| ---------------- | ------ | ------------------ |
| Al-Ittihad       | 1      | 16 Meisterschaften |
| Al-Ahly Tripolis | 1      | 13 Meisterschaften |

## Arabien
Vereine, die den Arab World Club Cup gewonnen haben, dürfen pro Titel einen Stern tragen.

## Ähnliche Ehrungen
- Die Sieger der Fußball-Weltmeisterschaft, Fußball-Weltmeisterschaft der Frauen, Futsal-Weltmeisterschaft sowie der FIFA-Klub-Weltmeisterschaft erhalten ein spezielles FIFA-Siegerabzeichen, das sie so lange tragen dürfen, wie der Verband bzw. der Verein amtierender Weltmeister ist.
- In der deutschen Bundesliga erhält der amtierende Meister ein goldenes Bundesliga-Logo auf dem Ärmel des Trikots.
- In Italien erhält der amtierende Meister das Scudetto-Logo und der amtierende Pokalsieger das Coccarda-Di-Coppa-Italia-Logo. Beide Logos dürfen so lange auf dem Trikot getragen werden, wie der Verein Meister bzw. Pokalsieger ist.
- In Portugal erhält der amtierende Meister ein Logo des portugiesischen Verbandes, das so lange auf dem Trikot getragen werden darf, wie der Verein portugiesischer Meister ist.
- In der Türkei bekommt sowohl der amtierende türkische Meister, als auch der amtierende türkische Pokalsieger ein kreisförmiges Logo, das der türkischen Flagge ähnelt. Anders als z. B. in Italien ist das Logo für den Meister und den Pokalsieger identisch. Sollte ein Verein gleichzeitig Meister und auch Pokalsieger sein, bekommt nur diese Mannschaft das Logo auf das Trikot. Sollten Meister und Pokalsieger zwei verschiedene Mannschaften sein, so tragen beide Mannschaften dieses Logo auf ihrem Trikot. Dieses Logo darf so lange getragen werden, wie der Verein türkischer Meister und/oder Pokalsieger ist.
- In England trug Manchester City drei Sterne auf dem Trikot, welche aber nur dekorativen Zwecken dienen sollen.
- In Schottland trägt der FC Aberdeen seit der Saison 2005/06 zwei Sterne über dem Vereinsemblem. Die Sterne stehen für die beiden Siege im Europapokal der Pokalsieger und im Europäischen Supercup 1983.
- Nacional Montevideo trägt drei kleine Pokale über seinem Vereinswappen für drei gewonnene Weltpokaltitel.

## Meistersterne in anderen Sportarten
- Die französische Männer-Handballnationalmannschaft trägt vier Sterne auf ihrem Trikot für die vier WM-Titel, die spanische Männer-Handballnationalmannschaft bis zu ihrem zweiten WM-Titel einen Stern.
- In der Deutschen Eishockey Liga tragen die Eisbären Berlin als Rekordmeister zehn Sterne für zehn errungene Meisterschaften seit 1995 über dem Logo der Liga. Der amtierende Meister führt das Ligalogo in Gold mit einem Stern darüber.
- Die griechische Basketballmannschaft von Panathinaikos Athen führt im Vereinslogo sieben Sterne. Diese stehen für die Europapokalerfolge, die der Verein erringen konnte.

### Volleyball

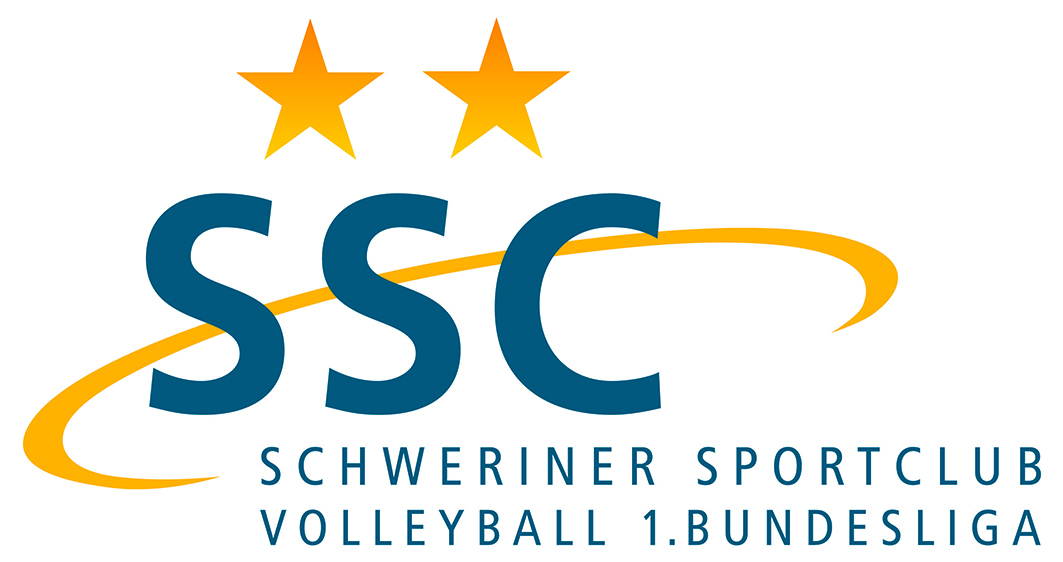
Logo vom Schweriner SC mit zwei Meistersternen

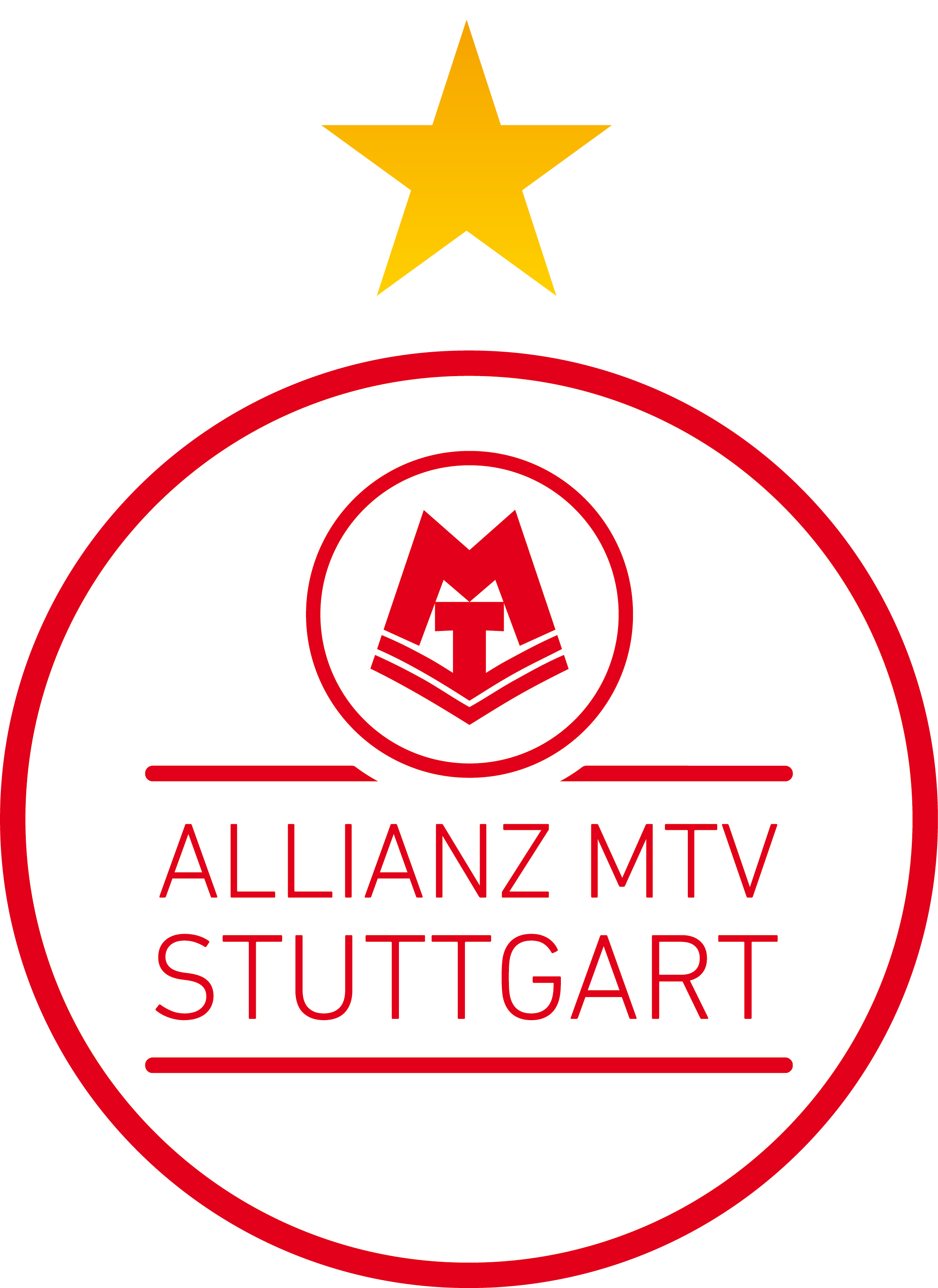
Logo von Allianz MTV Stuttgart mit einem Meisterstern

Die Volleyball-Bundesliga führte sowohl für die Frauenliga als auch für die Männerliga Meistersterne ein und stellte dabei die Regeln auf, dass ab drei Meistertiteln ein, ab 7 Meisterschaften zwei, ab 12 Meisterschaften drei und ab 20 Meisterschaften vier Meistersterne zum Logo hinzugefügt werden dürfen. Dabei zählen aber nur gesamtdeutsche, also ab der Saison 1991/92 errungene Meistertitel. Die folgenden Mannschaften dürfen zur Saison 2023/24 die Meistersterne verwenden:
| Verein                   | Geschlecht | Meisterschaften | Meistersterne |
| ------------------------ | ---------- | --------------- | ------------- |
| VfB Friedrichshafen      | Männer     | 13              | 3             |
| Berlin Recycling Volleys | Männer     | 14              | 3             |
| SSC Palmberg Schwerin    | Frauen     | 12              | 3             |
| Dresdner SC              | Frauen     | 06              | 1             |
| USC Münster              | Frauen     | 05              | 1             |
| Allianz MTV Stuttgart    | Frauen     | 04              | 1             |

Die Nutzung der Meistersterne ist dabei unterschiedlich. Während der SSC Palmberg Schwerin, der USC Münster und der Allianz MTV Stuttgart die Meistersterne in ihren Logos verwenden, nutzt der VfB Friedrichshafen die Meistersterne nur auf den Trikot. Die Berlin Recycling Volleys und der Dresdner SC dagegen verzichten auf eine Nutzung der Meistersterne.